# Vieux Quend
Vieux Quend is een gehucht in de Franse gemeente Quend in het departement Somme. Het ligt anderhalve kilometer ten noordoosten van het dorpscentrum van Quend.

## Geschiedenis
Oude vermeldingen van Quend gaat terug tot eind 10de eeuw; uit 1228 dateren vermeldingen van Quentum vetus. Op de 18de-eeuwse Cassinikaart is de plaats aangeduid als Quend le Vieux, terwijl het dorp Quend als Quend le Jeune is aangeduid. 
Op het eind van het ancien régime op het eind van de 18de eeuw, toen de gemeenten werden gecreëerd, werd Vieux Quend een deel van de gemeente Quend. De 18de-eeuwse carte de l'état-major duidt het gehucht aan als Le Vieux Quend.
Châteauneuf · la Dune Fleurie · Froise · Monchaux · Quend · Quend-Plage · Routhiauville · Vieux Quend